# Anastoechus stackelbergi
Anastoechus stackelbergi är en tvåvingeart som beskrevs av Paramonov 1926. Anastoechus stackelbergi ingår i släktet Anastoechus och familjen svävflugor. Inga underarter finns listade i Catalogue of Life.